# Campeonato de Wimbledon 1937
La edición 57.º del Campeonato de Wimbledon se celebró entre el 21 de junio y el 2 de julio de 1937 en las pistas del All England Lawn Tennis and Croquet Club de Wimbledon, Londres, Inglaterra.
El cuadro individual masculino lo iniciaron 128 jugadores mientras que el femenino lo iniciaron 96 tenistas.

## Hechos destacados
En la competición individual masculina se impuso el americano Don Budge logrando el primer título que obtendría en el torneo al imponerse en la final al alemán Gottfried von Cramm.
En la competición individual femenina la victoria fue para la británica Dorothy Round Little logrando el segundo título que obtendría en Wimbledon al imponerse a la polaca Jadwiga Jedrzejowska.

## Palmarés
| Seniors              | Vencedor                     | Resultado          | Finalista                           | Finalista |
| -------------------- | ---------------------------- | ------------------ | ----------------------------------- | --------- |
| Individual masculino | Don Budge                    | 6–3, 6–4, 6–2      | Gottfried von Cramm                 |           |
| Individual femenino  | Dorothy Round Little         | 6–2, 2–6, 7–5      | Jadwiga Jedrzejowska                |           |
| Dobles masculino     | Donald Budge Gene Mako       | 6–0, 6–4, 6–8, 6-1 | Pat Hughes Raymond Tuckey           |           |
| Dobles femenino      | Simonne Mathieu Billie Yorke | 6–3, 6–3           | Phyllis King Elsie Goldsack Pittman |           |
| Dobles mixto         | Alice Marble Don Budge       | 6–4, 6–1           | Simonne Mathieu Yvon Petra          |           |

## Cuadros Finales

### Torneo individual  femenino
| Predecesor: 1936                         | Campeonato de Wimbledon 1937 | Sucesor: 1938                                       |
| Predecesor: Torneo de Roland Garros 1937 | Grand Slam 1937              | Sucesor: Campeonato nacional de Estados Unidos 1937 |

- Datos: Q423280